# 100% عربي (فلم)
100% عربي هو فيلم فرنسي كوميدي أنتج سنة 1997 من إخراج محمود الزموري، ومن بطولة الشاب خالد والشاب مامي.

## الممثلين
- الشاب خالد : رشيد
- الشاب مامي : كريمو
- موس : سليمان
- نجيم لوريكا : ماجيد
- فريد فيدجر : كامل
- باتريك ثيبو : برنارد لوميرسييه
- يوسف دياوارا : سيلا
- المكي المزروي : فريد، ابن عم كريمو

## وصلات خارجية
- 100% عربي على موقع IMDb (الإنجليزية)
- 100% عربي على موقع ألو سيني (الفرنسية)
- 100% عربي على موقع Turner Classic Movies (الإنجليزية)
- 100% عربي على موقع أول موفي (الإنجليزية)
- 100% عربي على موقع قاعدة بيانات الأفلام السويدية (السويدية)
- 100% عربي على موقع قاعدة بيانات الفيلم (الإنجليزية)
- 100% عربي على موقع ليتربوكسد (الإنجليزية)
- 100% عربي على موقع كينوبويسك (الروسية)